# Wait
wait — вбудована команда консольної оболонки bash. Чекає завершення вказаного процесу і повертає статус його завершення.

## Використання
```
wait [n]
```

де n може бути ідентифікатором процесу або специфікацією завдання. Якщо вказана специфікація завдання, чекає завершення всіх процесів в конвейєрі відповідного завдання. Якщо n не вказане, очікується завершення всіх поточних активних породжених процесів, і повертається статус нуль. Якщо n задає ідентифікатор неіснуючого процесу або завдання, статус виходу — 127. Інакше, статусом виходу є статус завершення останнього процесу або завдання, завершення якого чекали.